# Ladislav Ondřej (herec)

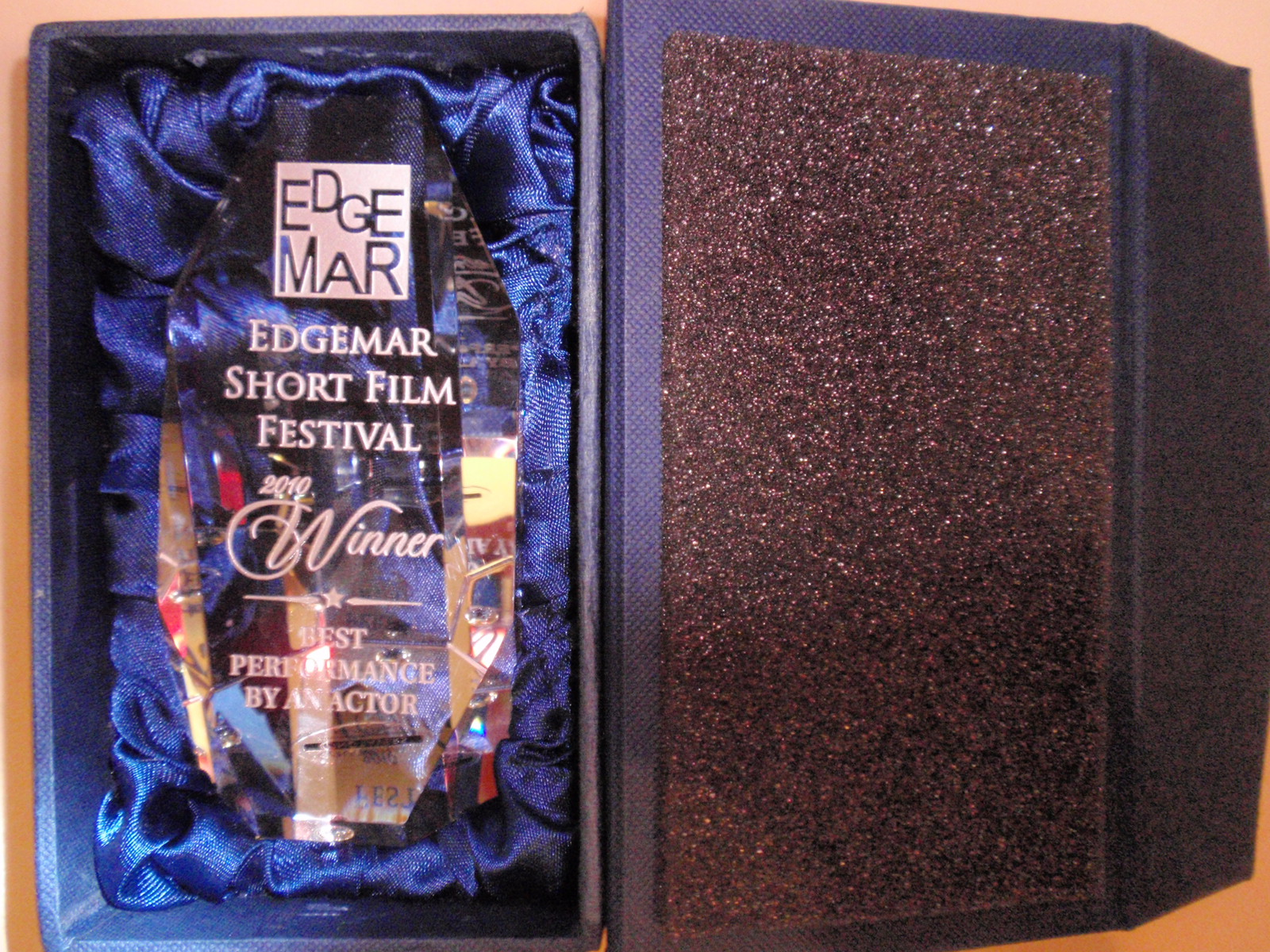
Cena pro nejlepšího herce Edgemar Short Film Festival

Ladislav Ondřej (* 24. července 1991 Praha) je český herec.
V současné době[kdy?] je studentem Mezinárodní konzervatoře Praha – obor herectví. Na televizních obrazovkách se objevil nejprve v reklamách, poté i v seriálech Hop nebo trop a Ordinace v růžové zahradě a např. ve filmech Účastníci zájezdu, Bathory nebo Na vlastní nebezpečí. Jeho první film, ve kterém si zahrál hlavní dětskou roli po boku Vladimíra Javorského, se jmenoval Most a natočil jej americký režisér Bobby Garabedian. Tento film získal řadu významných ocenění na prestižních filmových festivalech a byl americkou filmovou Akademií nominován na Oscara v kategorii krátkých hraných filmů.

Další úspěch přišel v březnu 2010, kdy měl na Edgemar Short Film Festival v kalifornské Santa Monice premiéru krátký hraný film MAMÁNEK, natočený režisérem Jesse Baldwinem v Praze. Film získal nejvyšší ocenění hned ve dvou kategoriích: nejlepší režisér (Jesse Baldwin) a nejlepší herec (Ladislav Ondřej). 